# Syssphinx grandis
Syssphinx grandis är en fjärilsart som beskrevs av Augustus Radcliffe Grote och Robinson 1867. Syssphinx grandis ingår i släktet Syssphinx och familjen påfågelsspinnare. Inga underarter finns listade i Catalogue of Life.